# Consejo Nacional de Protección Civil
El Consejo Nacional de Protección Civil es un organismo del gobierno federal mexicano, consultivo en materia de protección civil, integrante del Sistema Nacional de Protección Civil, encabezado por el presidente de México y creado mediante la expedición de la Ley General de Protección Civil el 6 de junio de 2012 e instaurado el 28 de mayo de 2013.

## Antecedentes
México ratificó en 1982 el Protocolo Adicional a los Convenios de Ginebra del 12 de agosto de 1949 relativo a la Protección de las Víctimas de los Conflictos Armados Internacionales (Protocolo I) que había sido firmado por la comunidad internacional en Ginebra el 8 de junio de 1977, comenzando la historia de la protección civil en México. Sin embargo, fueron los desastres acontecidos en los años 80: la explosión del volcán Chichonal de Chiapas en 1982; las explosiones de San Juan Ixhuatepec de 1984 y el terremoto de 1985; los que llevaron a crear en la práctica un sistema de protección a la población civil ante desastres naturales y humanos. Así, se crea en el año del terremoto la Comisión Nacional de Reconstrucción y el 6 de mayo de 1986 se publica el decreto del presidente Miguel de la Madrid por el que se expiden las bases para el establecimiento del Sistema Nacional de Protección Civil, que quedó bajo la coordinación y competencia de la Secretaría de Gobernación.
Dichas bases preveían la creación de un Consejo Nacional que conjuntara los organismos independientes de protección civil de los estados, el Distrito Federal y los organismos federales a cargo de la Secretaría de Gobernación, a fin de coordinar esfuerzos para hacer frente a los desastres que afectaran a la población. Sin embargo, tal consejo nunca llegó a constituirse en la realidad. 
En 1990, un decreto de Carlos Salinas de Gortari creó a nivel normativo dicho Consejo, pero en la práctica, nunca llegó a instalarse.
El 6 de junio de 2012, la protección civil se eleva a rango legal mediante la expedición de la a Ley General de Protección Civil por Felipe Calderón Hinojosa y en cuyo texto se prevé nuevamente la creación del Consejo Nacional de Protección Civil. La instalación y primera sesión ordinaria de dicho consejo se llevó a cabo el 28 de mayo de 2013, ya durante el gobierno de Enrique Peña Nieto.

## Estructura
Conforme a la Ley de Protección Civil, en su artículo 27, el Consejo Nacional de Protección Civil se encuentra integrado por:
- El Presidente de la República, quien lo presidirá.
- Los titulares de las Secretarías de Estado de México
- Los Gobernadores de los estados
- El Jefe de Gobierno del Distrito Federal
- Las Mesas Directivas de las Comisiones de Protección Civil del Senado de la República y de la Cámara de Diputados.

Los anteriores funcionarios pueden ser suplidos por funcionarios de nivel inmediato inferior y, específicamente en el caso del presidente, por el secretario de Gobernación. Este último, además, será el secretario ejecutivo del Consejo Nacional, mientras que el coordinador nacional de Protección Civil será el secretario técnico.